# Mạc Chính Trung
Mạc Chính Trung (chữ Hán: 莫正中; ?-?) là hoàng tử nhà Mạc trong lịch sử Việt Nam. Ông tham gia tranh chấp ngôi báu nhà Mạc giữa thời Nam-Bắc triều và cuối cùng thất bại.

## Thân thế
Nhiều tài liệu ghi rằng Mạc Chính Trung là con trai thứ 2 của Mạc Đăng Doanh nhưng theo sách Đại Việt thông sử, Mạc Chính Trung lại là cháu của Mạc Thái Tổ còn gia phả Mạc tộc khắc ở Bia đá tại làng Cổ Trai - Kiến Thụy, Mạc Chính Trung là hậu duệ thứ 3 của Mạc Thái Tổ. Ông đã tham dự việc triều chính nhà Mạc, được phong tước Hoằng vương.

## Tranh ngôi
Tháng 6 năm 1546, Mạc Hiến Tông mất trong lúc nhà Mạc đang có chiến tranh với nhà Lê trung hưng. Hoàng thân Mạc Kính Điển (em Hiến Tông) cùng thái sư Nguyễn Kính muốn theo lệ tôn lập con Hiến Tông là Mạc Phúc Nguyên nhưng một đại thần khác là Phạm Tử Nghi phản đối, muốn lập Mạc Chính Trung. Phạm Tử Nghi cho rằng:
Hiện nay trong nước đang lúc nhiều nạn, nên lập vua lớn tuổi. Hoằng vương Chính Trung đã nhiều phen cầm quân và thường thắng trận, vậy xin dựng lên ngôi
Ý kiến đó không được Mạc Kính Điển và Nguyễn Kính chấp thuận, vì vậy trong triều nảy sinh mâu thuẫn. Phạm Tử Nghi bèn cùng cháu Mạc Thái Tổ là Mạc Văn Minh và các thủ hạ đưa Mạc Chính Trung về Hoa Dương, huyện Ngự Thiên (Thái Bình) lập triều đình riêng.
Mạc Phúc Nguyên được Mạc Kính Điển lập làm vua, tức là Mạc Tuyên Tông. Trước thế mạnh của phe Chính Trung, Tuyên Tông lo lắng bỏ kinh thành Thăng Long về Kim Thành (Hải Dương), Mạc Kính Điển và Nguyễn Kính hợp binh mấy lần đánh Phạm Tử Nghi đều bị thất bại.
Phạm Tử Nghi cùng Chính Trung mang quân về đánh Thăng Long nhưng đều bị Kính Điển kiên cường chống trả. Mạc Chính Trung và Phạm Tử Nghi bị hao binh tổn tướng, không thể chiếm được thành, phải chạy ra chiếm cứ Yên Quảng (Quảng Ninh) và thường kéo về cướp phá Hải Dương.
Năm 1547, Mạc Kính Điển phối hợp với đại tướng Lê Bá Ly đánh bại Tử Nghi và Chính Trung. Quân thua tan tác, Mạc Chính Trung và Mạc Văn Minh, Mạc Phúc Sơn chạy sang Trung Quốc, còn Phạm Tử Nghi thu thập tàn quân trốn ra Hải Đông, chiếm giữ An Quảng.

## Chạy sang Trung Quốc
Mạc Chính Trung chạy sang đất nhà Minh xin nương nhờ. Đề đốc quân vụ Trương Nhạc tâu lên, Minh Thế Tông sai quan phủ Thiều châu thu xếp cho Mạc Chính Trung chỗ ở tại Thanh Viễn, chu cấp lương thực cho. Mạc Chính Trung kể tội đại thần Nguyễn Kính chuyên quyền, đuổi ông là người thừa kế ngôi vị nhà Mạc. Minh Thế Tông ngờ vực Mạc Tuyên Tông không phải dòng dõi Mạc Thái Tổ nên sai sứ đưa thư sang hỏi.
Năm 1549, Mạc Kính Điển, Lê Bá Ly cùng hộ vệ Mạc Tuyên Tông lên ải Trấn Nam gặp sứ nhà Minh để biện bạch. Quan nhà Minh tại Lưỡng Quảng chấp thuận, công nhận Mạc Tuyên Tông.
Chính Trung muốn ở lại nương nhờ Trung Quốc nhưng Tử Nghi phản đối chủ trương dựa vào Trung Quốc. Tử Nghi nảy ý định đánh phá Lưỡng Quảng, đòi lại Chính Trung, bèn phao tin rằng Mạc Phúc Nguyên đã chết và muốn đón Chính Trung về nối ngôi. Sau đó Tử Nghi mang quân đánh phá Khâm châu và Liêm châu. Tổng đốc Quảng Đông là Âu Dương Tất Tiến (歐陽必進) sai tham tướng Khâm châu là Du Đại Du (俞大猷) mang quân ra chống Tử Nghi. Tử Nghi thua trận, chạy về Đại Việt đóng ở Vân Đồn.
Năm 1551, Mạc Kính Điển sai người lừa bắt được Tử Nghi mang chém. Mạc Chính Trung không được nhà Minh ủng hộ làm vua, sau đó bị quân Minh đánh bại và giết chết tại Trung Quốc. Không rõ ông bao nhiêu tuổi.